# Comité voor een Arbeidersinternationale
Het Comité voor een Arbeiders Internationale (in het Engels: Committee for a Workers' International (CWI)) was een internationale socialistische organisatie, opgericht in 1974. De organisatie splitste zich op in een CWI-minderheid en een CWI-meerderheid na een conflict tussen de leiding en de meerderheid van de afdelingen. De meerderheid nam in februari 2020 de naam: International Socialist Alternative (ISA) aan, de minderheid noemt zich nog steeds het CWI/CAI. 

## Doelstelling
Het CWI/CAI was als verenigde organisatie actief in zowel lokaal verzet tegen sluiting van bijvoorbeeld scholen of ziekenhuizen, landelijk tegen racisme of bezuinigingen, als internationaal tegen oorlog en het kapitalisme en voor een socialistisch alternatief op het bestaande kapitalistische systeem.

## Structuur
De organisatie had leden in ongeveer 40 landen en in alle werelddelen. De organisatie is gebaseerd op het marxisme en trotskisme en is de op een na grootste trotskistische organisatie wereldwijd. Het Comité heeft onder andere raadsleden in Zweden, Kazachstan, Sri Lanka, Duitsland en Engeland, twee nationale parlementsleden en één Europarlementariër in Ierland, en maakt deel uit van linkervleugels binnen diverse vakbonden in Australië, Noord-Ierland, Duitsland en Nigeria.
De grootste afdelingen bevinden zich in Nigeria, Zweden, Duitsland, Pakistan, België, Ierland (een aantal raadsleden, twee parlementsleden en één Europarlementariër op basis van lokale strijd tegen onder andere huisvuil- en waterbelastingen) en Engeland.
De Nederlandse afdeling is Socialistisch Alternatief, die daarvoor Offensief genoemd was.
De Belgische afdeling is de Linkse Socialistische Partij (LSP).

### Aangesloten leden voor de splitsing van 2019
| Sectie              | Naam                                                                                        | Nederlandse vertaling                   |
| ------------------- | ------------------------------------------------------------------------------------------- | --------------------------------------- |
| Argentinië          | La Chispa                                                                                   | Vonk                                    |
| Australië           | Socialist Party                                                                             | Socialistische Partij                   |
| België              | Linkse Socialistische Partij - Parti Socialiste de Lutte                                    |                                         |
| Bolivië             | Alternativa Socialista Revolucionaria                                                       | Revolutionair Socialistisch Alternatief |
| Brazilië            | Liberdade, Socialismo e Revolução                                                           | Vrijheid, Socialisme en Revolutie       |
| Canada              | Socialist Alternative                                                                       | Socialistisch Alternatief               |
| Chili               | Socialismo Revolucionario                                                                   | Revolutionair Socialisme                |
| China               | 中国劳工论坛 Zhongguo Laogong Luntan                                                        | Chinese Arbeider                        |
| Costa Rica          | Alternativa Socialista                                                                      | Socialistisch Alternatief               |
| Cyprus              | Νέα Διεθνιστική Αριστερά Nea Diethnistike Aristera                                          | Nieuw Internationalistisch Links        |
| Duitsland           | Sozialistische Alternative                                                                  | Socialistisch Alternatief               |
| Engeland en Wales   | Socialist Party                                                                             | Socialistische Partij                   |
| Finland             | Sosialistinen Vaihtoehto                                                                    | Socialistisch Alternatief               |
| Frankrijk           | Gauche révolutionnaire                                                                      | Revolutionair Links                     |
| Griekenland         | Ξεκίνημα Xekinima                                                                           | Begin                                   |
| Hongkong            | 社會主義行動 Sekuizyuji Haangdung                                                           | Socialistische Actie                    |
| Ierland             | Socialist Party / Páirtí Sóisialach                                                         | Socialistische Partij                   |
| IJsland             | Sósíalískt Réttlaeti                                                                        | Socialistische Rechtvaardigheid         |
| India               | New Socialist Alternative                                                                   | Nieuw Socialistisch Alternatief         |
| Israël en Palestina | حركة النضال الاشتراكي / מאבק סוציאליסטי Ma'avak Sotzialisti / Harakah al-Nidal al-Ashteraki | Socialistische Strijd                   |
| Italië              | Controcorrente                                                                              | Hedendaagse Wissel                      |
| Japan               | 国際連帯 Kokusai Rentai                                                                     | Internationale Solidariteit             |
| Kazachstan          | Социалистическое Сопротивление Казахстана Socialističeskoe Soprotivlenie Kazahstana         | Socialistisch Verzet Kazachstan         |
| Libanon             | اللجنة لأممية العمال - لبنان al-Lajnah Lammyah al-Amal – Lubnan                             | CAI Libanon                             |
| Maleisië            | Sosialis Alternatif                                                                         | Socialistisch Alternatief               |
| Nederland           | Socialistisch Alternatief                                                                   |                                         |
| Nieuw-Zeeland       | Socialist Alternative                                                                       | Socialistisch Alternatief               |
| Nigeria             | Democratic Socialist Movement                                                               | Democratische Socialistische Beweging   |
| Oostenrijk          | Sozialistische LinksPartei                                                                  | Socialistische Linkse Partij            |
| Pakistan            | Socialist Movement Pakistan                                                                 | Socialistische Beweging Pakistan        |
| Polen               | Alternatywa Socjalistyczna                                                                  | Socialistisch Alternatief               |
| Portugal            | Socialismo Revolucionário                                                                   | Revolutionair Socialisme                |
| Quebec              | Alternative Socialiste                                                                      | Socialistisch Alternatief               |
| Rusland             | Российская секция КРИ Rossijskaâ sekciâ KRI                                                 | Russische sectie van het CAI            |
| Schotland           | Socialist Party Scotland                                                                    | Schotse Socialistische Partij           |
| Spanje              | Socialismo Revolucionario                                                                   | Revolutionair Socialisme                |
| Sri Lanka           | එක්සත් සමාජවාදි පකෂය / ஐக்கிய சோசலிச கட்சி Eksath Samajavadi Pakshaya / Aikkiy Cōcalic Kaṭci           | Verenigde Socialistische Partij         |
| Taiwan              | CWI Taiwan                                                                                  | CAI Taiwan                              |
| Tsjechië            | Socialistická Alternativa Budoucnost                                                        | Socialistisch Alternatief Toekomst      |
| Venezuela           | Socialismo Revolucionario                                                                   | Revolutionair Socialisme                |
| Verenigde Staten    | Socialist Alternative                                                                       | Socialistisch Alternatief               |
| Zuid-Afrika         | Democratic Socialist Movement                                                               | Democratische Socialistische Beweging   |
| Zweden              | Rättvisepartiet Socialisterna                                                               | Socialistische Rechtvaardigheidspartij  |